# Complejo Administrativo del Sector Público Pesquero
El Complejo Administrativo del Sector Público Pesquero es un edificio de estilo brutalista ubicado en el distrito de San Borja, en la ciudad de Lima, capital del Perú. Fue promovido por el Gobierno Revolucionario de la Fuerza Armada. Obra de los arquitectos peruanos Miguel Cruchaga, Miguel Rodrigo y Emilio Soyer, fue construido en 1971.

## Historia
El Complejo Administrativo del Sector Público Pesquero fue una obra encargada en 1970 mediante concurso público por el gobierno del general Juan Velasco Alvarado para alojar el Ministerio de Pesquería. El proyecto ganador, de estilo brutalista, fue el de los arquitectos Miguel Cruchaga, Miguel Rodrigo y Emilio Soyer, quienes culminaron la obra en 1971.

### Usos
El edificio, ubicado en el entonces distrito de Surquillo, fue concebido para albergar el Ministerio de Pesquería del régimen militar. Posteriormente fue sede del Banco de la Nación hasta 1986.
En 1988, mediante Decreto Supremo el presidente Alan García, creó el Proyecto Museo de la Nación, cuya sede sería el antiguo ministerio. El proyecto arquitectónico de transformación fue encargado a los arquitectos Franco Vella y Fernando Jara, añadiéndose una serie de esculturas en la explanada. El museo gozó de autonomía hasta que el gobierno de Alberto Fujimori dispuso su incorporación al Instituto Nacional de Cultura (INC).
Años después el INC –durante la gestión de Pedro Gjurinovic–  fijó su nueva sede institucional en dichos ambientes, dejando así el histórico local de Casa de Pilatos en el Centro Histórico de Lima. El Museo de la Nación cerró en el 2004 para preparar sus espacios para la Reunión Anual del BID, luego de la cual muchos de los espacios remodelados sirvieron principalmente para oficinas administrativas del INC. También se crearon varias salas multiusos; sin embargo, esto redujo el espacio destinado a exhibiciones.
En 2008, el Museo volvió a cerrar para albergar a la V Cumbre América Latina, el Caribe y la Unión Europea (ALC UE), reduciendo el espacio cultural. En 2009, su directora de ese momento, Marisol Ginocchio, mencionó que se relanzaría el Museo de la Nación reactivando sus cuatro pisos, buscando presentar  la historia peruana hasta la época reciente.
En 2010, parte del Ministerio de Educación se trasladó al edificio mermando aún más el espacio del museo. En 2011, el edificio acogió la III Cumbre América del Sur-Países Árabes (ASPA), para lo cual se pintó parte de la fachada generando polémica entre los arquitectos al desvirtuar una de las características del estilo brutalista de tener el concreto armado expuesto. El martes 8 de julio de 2014, –durante la gestión de la ministra Diana Álvarez-Calderón– se cerró permanentemente la Colección del Museo aludiendo a un proceso de remodelación. Sin embargo, las obras no se concretaron, y en 2016, la cumbre de APEC terminó en convertir dicho espacio nuevamente en sede de eventos internacionales, además de ser sede de las oficinas administrativas del Ministerio de Cultura. A pesar del cierre del museo, en mayo de 2017, el ministro de cultura Salvador del Solar anunció el relanzamiento del Museo de la Nación como Centro de la Cultura, sin embargo, luego de la salida del ministro este proyecto también se ve frustrado.